# Dolnomoravský úval
Dolnomoravský úval je geomorfologický celek nacházející se v nejjižnější části Moravy (s přesahem na Slovensko), na dolním toku řek Moravy a Dyje. Jedná se o plochou nebo jen mírně zvlněnou nížinu o převažující nadmořské výšce 150–200 metrů. Je to jediný výběžek Panonské pánve zasahující na české území, v jehož rámci patří k nejteplejším, nejsušším a nejúrodnějším oblastem, se specifickou přirozenou flórou a faunou (zejména hmyzem) na zbytcích zachovalých přírodních stanovišť.

## Geografie

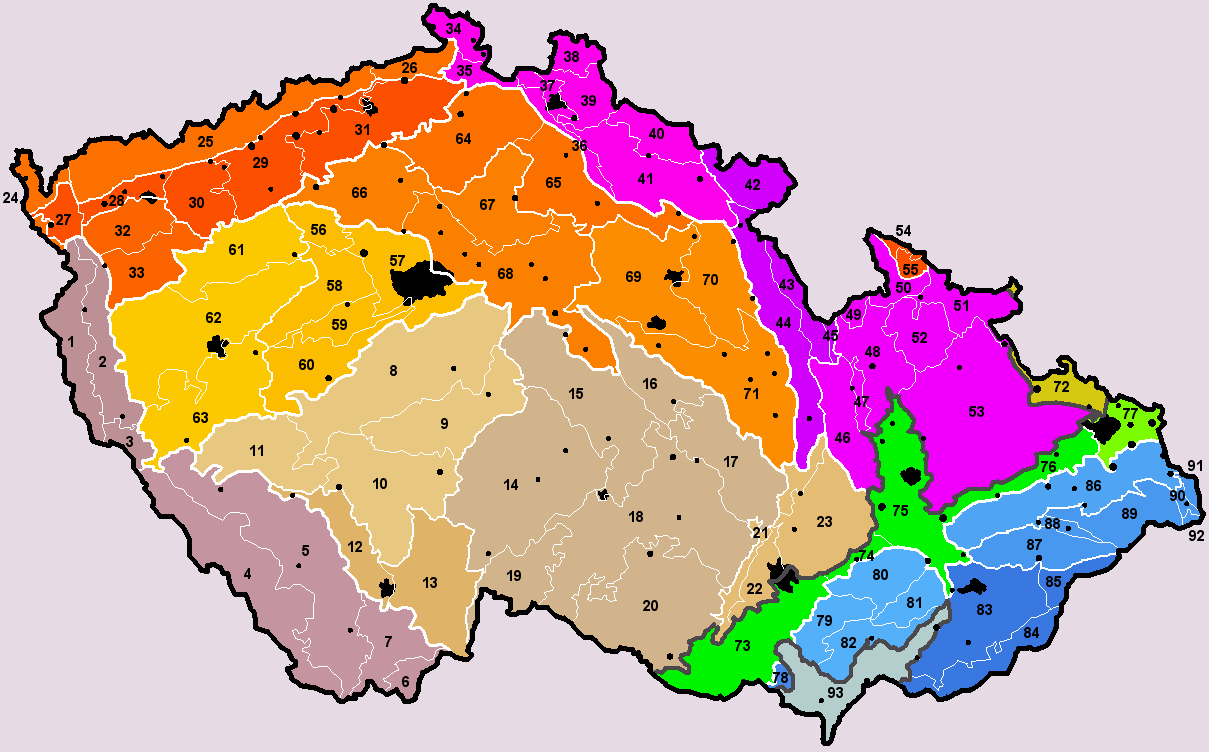
Dolnomoravský úval (šedou barvou, č. 93, vpravo zcela dole) na geomorfologické mapě Česka

Jde o tektonickou, fluviálně výrazně přemodelovanou sníženinu, která spadá do Jihomoravské pánve (jejíž je v Česku jediným celkem) a tvoří severní výběžek Vídeňské pánve. Kvartérními tektonickými poklesy je tento úval na severovýchodě propojen s Hornomoravským úvalem skrz Napajedelskou bránu (průlom Moravy), na severozápadě přes Věstonickou bránu s Dyjskosvrateckým úvalem (průlom Dyje). Hlavní osu úvalu tvoří ze severovýchodu na jihozápad řeka Morava a na ni kolmou vedlejší osu pak její pravostranný přítok, řeka Dyje.
Krajina je zde charakteristická mimo jiné říčními meandry, neogenními nánosy na říčních terasách s porosty lužních lesů (nejrozsáhlejšími v Česku) a nivních luk. Mezi jihomoravskými městy Bzenec a Hodonín se nalézá oblast vátých písků, která je charakteristická přesypy a písečnými dunami s porosty borových lesů (NPP Váté písky, les Doubrava na tzv. Moravské Sahaře). Na slovenské straně pak na tuto plochou krajinu na jihu navazuje podobná Borská nížina v Záhoří. Jde o velmi úrodnou oblast černozemních půd, která patří také mezi nejteplejší regiony v Česku.

### Nejvyšší vrcholy
- Staré hory (302 m n. m.), na hranici s Rakouskem
- Chrastiny (292 m n. m.)
- Přítlucká hora (292 m n. m.)
- Kameníky (283 m n. m.)
- U tří topolů (268 m n. m.)
- Náklo (265 m n. m.)
- Kalvárie (262 m n. m.)
- Blandourek (254 m n. m.)

Ve starším vymezení patřila do Dolnomoravského úvalu také Starovická pahorkatina dosahující výšky 312 metrů (Uherčické staré hory), ta je však nově počítána jako součást Ždánického lesa.

### Vodstvo

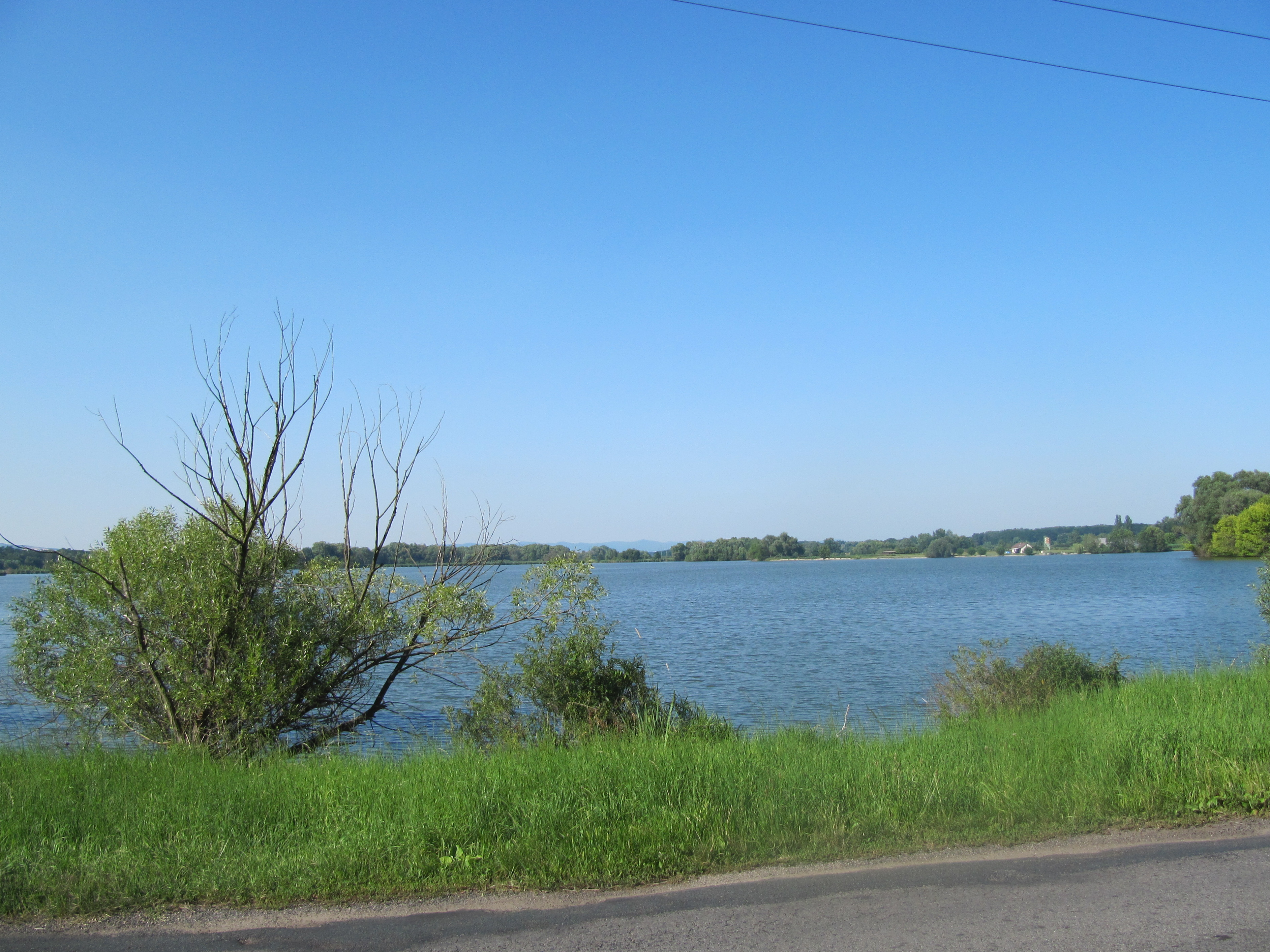
Jarohněvický rybník ve Stupavské nivě

V Dolnomoravském úvalu se stékají vody sbírané z celé Moravy, prostřednictvím řek Moravy a Dyje. Dalšími přítoky jsou Olšava, Okluky, Velička, Salaška, Dlouhá řeka, Kyjovka, Trkmanka, Štinkovka, Včelínek a řada menších potoků.
Dyjsko-moravská niva je rozsáhlou záplavovou oblastí. Kromě sítě lužních ramen, struh, meandrů a jezírek se v ní nachází také několik zatopených pískoven či štěrkoven (tzv. „šutráky“). Největším takovým jezerem je Chylecko u Ostrožské Nové Vsi.
V nivách bylo také vybudováno několik rybničních soustav, konkrétně kaskáda Lednických rybníků na Včelínku (včetně největšího moravského rybníka Nesytu) nebo Mutěnické a Hodonínské rybníky na Kyjovce. Na severovýchodní okraj úvalu zasahuje rozsáhlé vodní dílo Nové Mlýny.

## Ochrana přírody

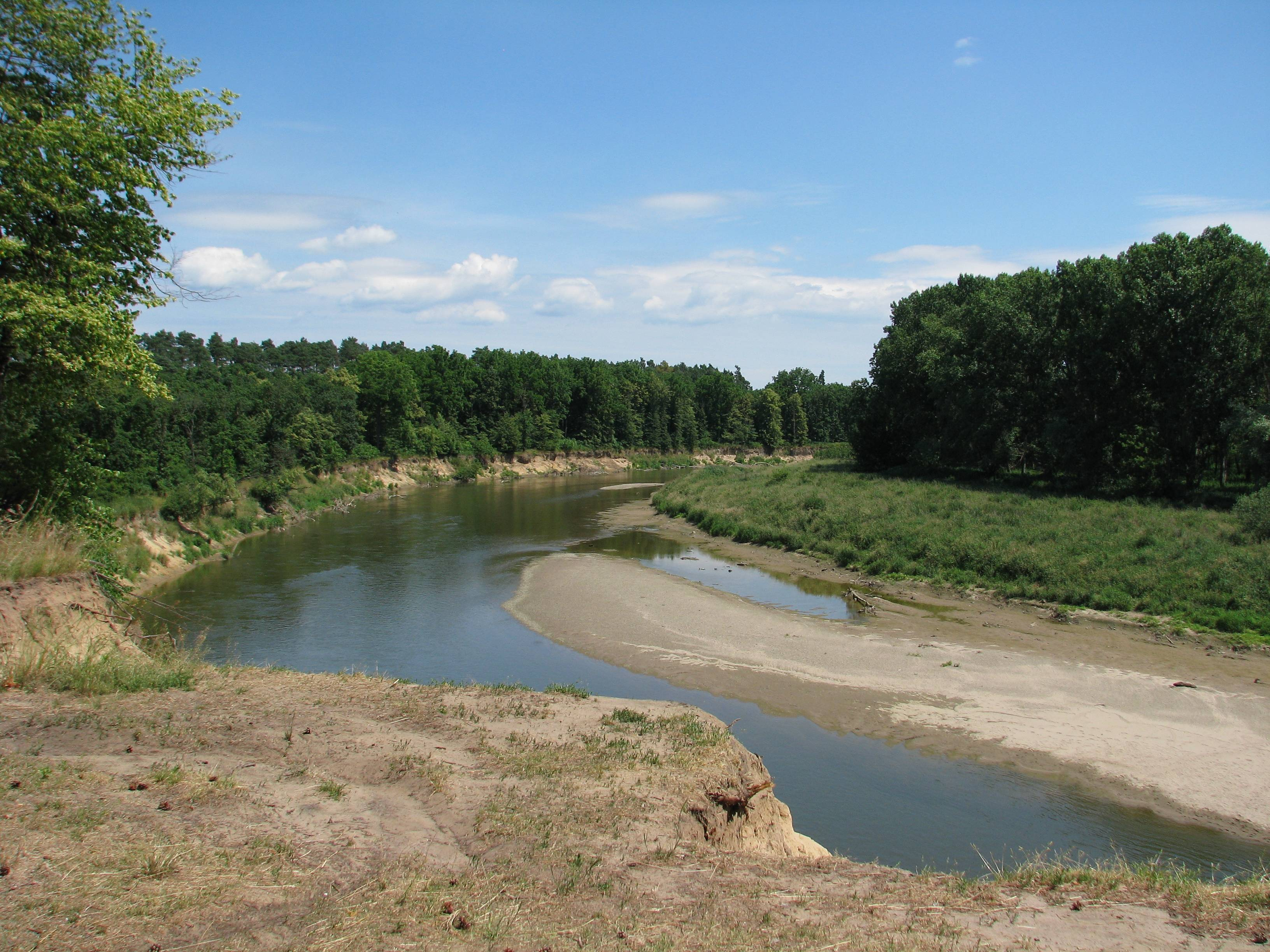
Osypané břehy – přirozeně meandrující koryto Moravy v písčitém podloží

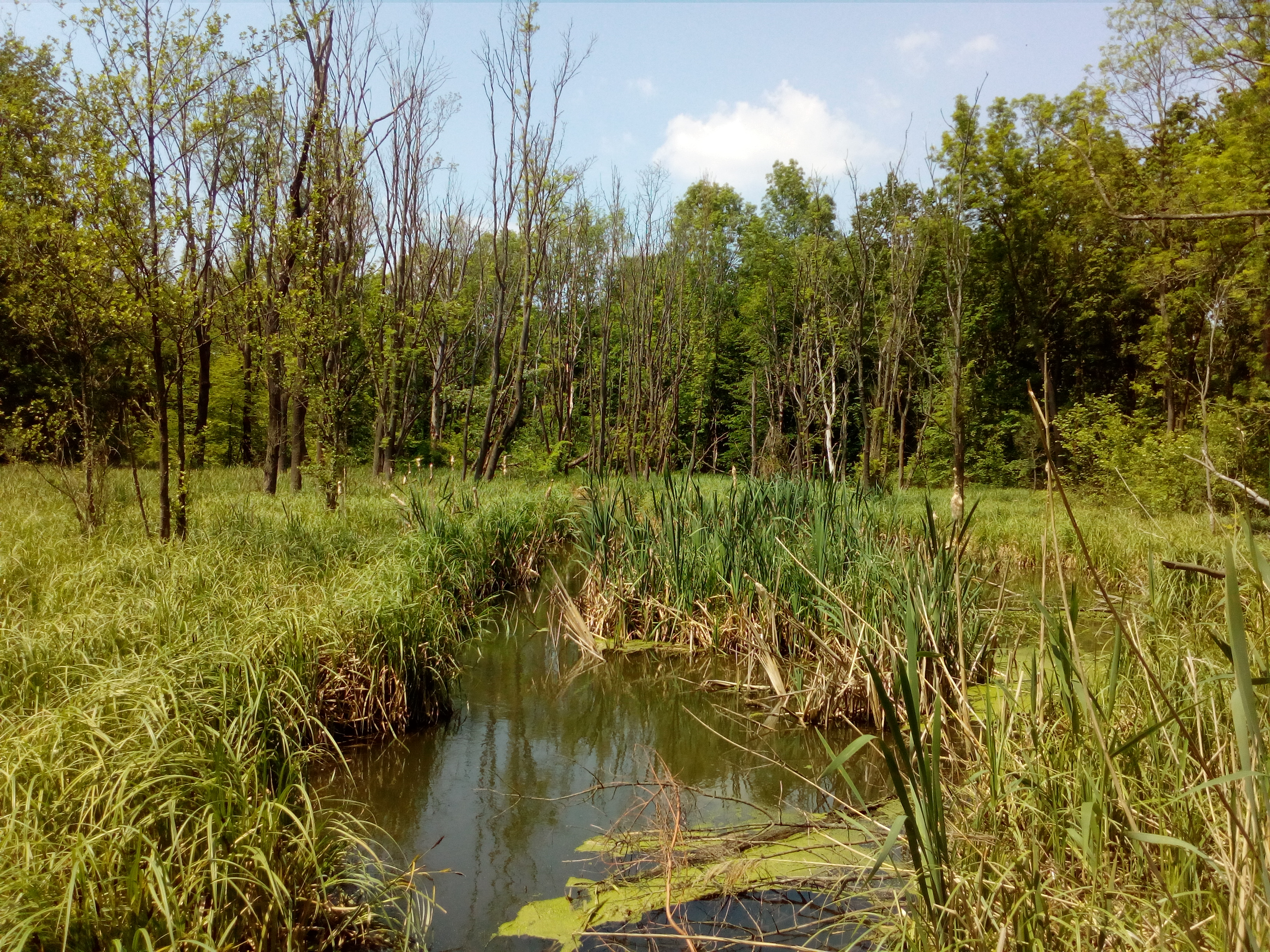
Kančí obora – starý lužní les v přírodním parku Niva Dyje

I přes dlouhou historii intenzivního hospodářského využívání se v Dolnomoravském úvalu zachovaly přírodně velmi cenné lokality, zejména nejrozsáhlejší plochy lužního lesa na českém území. Významným lesním komplexem je také hodonínská Doubrava, vysázená na neúrodných písčinách. Značná část úvalu je součástí biosférické rezervace Dolní Morava. Plánuje se vyhlášení CHKO Soutok na velké části Dyjsko-moravské nivy. Na západě sem okrajově zasahuje CHKO Pálava.

### Národní přírodní rezervace a památky
- NPR Cáhnov-Soutok
- NPR Křivé jezero
- NPR Lednické rybníky
- NPR Ranšpurk
- NPP Hodonínská Dúbrava
- NPP Pastvisko u Lednice
- NPP Rendez-vous
- NPP Váté písky

### Přírodní parky
- Mikulčický luh
- Niva Dyje
- Strážnické Pomoraví

## Členění

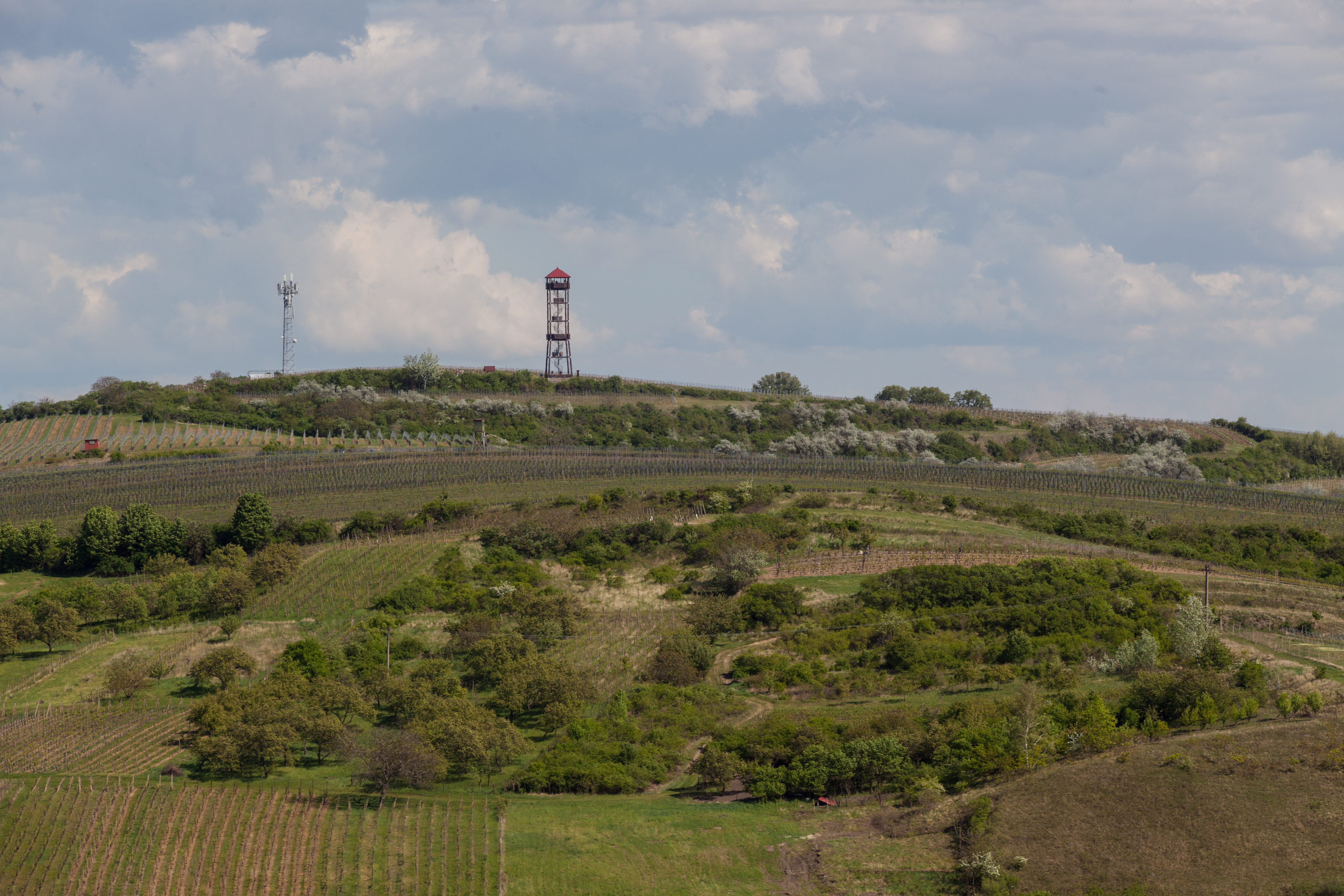
Rozhledna Maják na Přítlucké hoře

Celek se dále člení na tyto geomorfologické podcelky a okrsky:
- Dyjsko-moravská pahorkatina (XA-1A)
  - Strachotínský kopec (XA-1A-1)
  - Popická sníženina (XA-1A-2)
  - Tvrdonická pahorkatina (XA-1A-3)
  - Stupavská niva (XA-1A-4) – podél Kyjovky
  - Ratíškovická pahorkatina (XA-1A-5)
  - Syrovinská niva (XA-1A-6) – podél Syrovinky
  - Huštěnovická pahorkatina (XA-1A-7)
  - Trkmanská niva (XA-1A-8)
  - Přítlucká hora (XA-1A-9)
  - Šakvický kopec (XA-1A-10)
- Dyjsko-moravská niva (XA-1B)
- Valtická pahorkatina (XA-1C)
  - Lednická pahorkatina (XA-1C-1)
  - Nesytská sníženina (XA-1C-2) – protékaná Včelínkem
  - Poštorenská plošina (XA-1C-3) – zahrnuje Boří les
  - Úvalská pahorkatina (XA-1C-4) – zahrnuje nejvyšší polohy celku

## Obyvatelstvo a historie

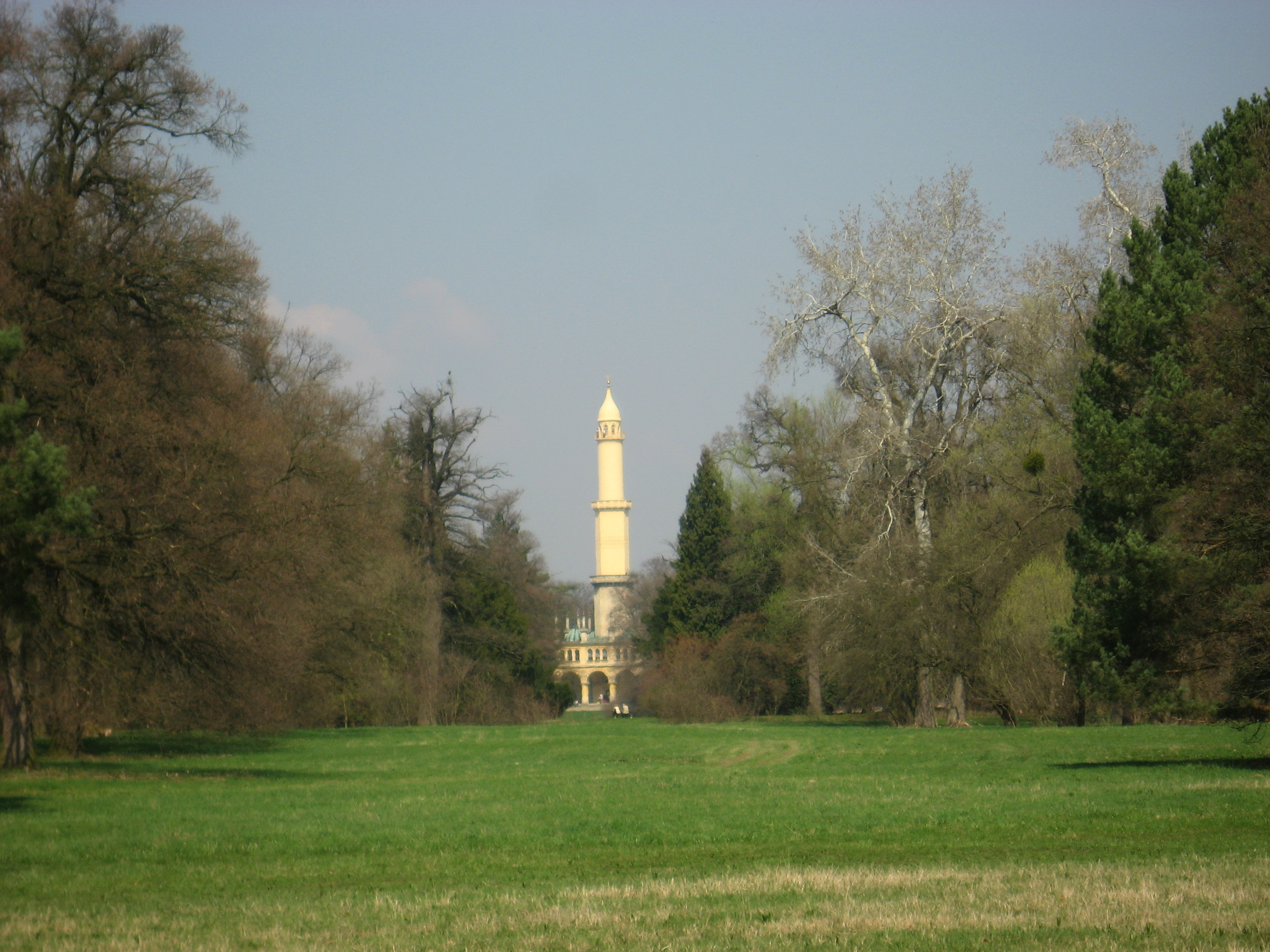
Minaret v lednickém zámeckém parku v Dyjsko-moravské nivě

Dolnomoravský úval patří k nejstarším sídelním prostorům na českém území, a je tedy až na výjimky vysoce kulturní, dlouhodobě intenzivně zemědělsky využívanou krajinou. Osídlení je doloženo od mladého paleolitu (pavlovien), v 9. století zde leželo jádro Velkomoravské říše. Od té doby se vždy jednalo o slovanské území, pouze na západ kolem Dyje se v pozdním středověku rozšířilo osídlení německé. V moderní době se zde nachází těžiště etnografického regionu Slovácko.
Úval je poměrně hustě zalidněn a je zde typické osídlení koncentrované do velkých kompaktních sídel o několika tisících obyvatel, menší vesnice se vyskytují jen výjimečně. Největšími městy v úvalu jsou Břeclav, Hodonín a Uherské Hradiště (všechna okolo 25 tisíc obyvatel).
Úval má tradičně velký dopravní význam (i díky návaznosti na Moravskou bránu), vedla tudy pravděpodobně jedna z větví Jantarové stezky, byly tudy vedeny první železnice na českém území a nyní jeho osami vede první a druhý železniční koridor, dálnice D2 a páteřní silnice I/55.
V jihozápadní části úvalu se prostírá Lednicko-valtický areál, velkolepý krajinářský projekt rodu Lichtenštejnů, který zde po řadu staletí sídlil.